# A. Quincy Jones

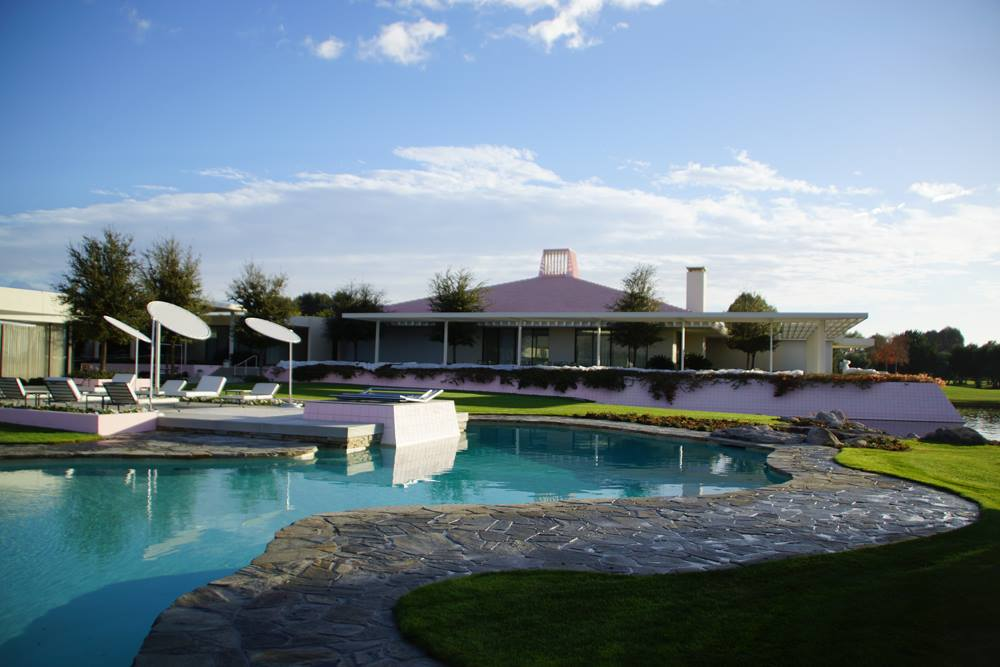
Sunnylands historic house

Archibald Quincy Jones, FAIA (29 de abril de 1913-3 de agosto de 1979) fue un arquitecto basado en Los Ángeles, conocido por sus edificios innovadores de estilo moderno y por su planificación urbana, ya que fue pionero en el uso de zonas verdes y de un diseño ecológico.

## Infancia y primeros años de carrera
Jones nació en Kansas City, Misuri, en 1913. Fue criado en la ciudad de Gardena en el Sur de California, pero terminó la escuela secundaria en Seattle. Después se matriculó en la Universidad de Washington, en Arquitectura, donde fue particularmente influenciado por el miembro de la facultad Lionel Pries y se graduó con una Licenciatura en Arquitectura en el año 1936.
Después de casarse con una compañera estudiante de arquitectura (Ruth Schneider), Jones volvió a Los Ángeles, trabajando primero en las oficinas de los arquitectos modernos Douglas Honnold y George Vernon Russell, de 1936 a 1937, y con Burton A. Schutt de 1937 a 1939.
De 1939 a 1940, trabajó para el renombrado arquitecto, Paul R. Williams. Junto a él trabajó para Allied Engineers, Inc. de San Pedro de 1940 a 1942, donde se reunió con el arquitecto Frederick Emmons, con quien más tarde haría pareja. Jones fue responsable del desarrollo y el diseño de la Base Roosevelt en San Pedro y de la Base de la Reserva Naval Aérea de Los Alamitos.
En 1942 Jones recibió su certificación de arquitecto californiano, se divorcia y, después de la entrada de Estados Unidos en la Segunda Guerra Mundial, recibió destino como teniente coronel de la Marina de los Estados Unidos. Fue asignado al portaaviones USS Lexington, que sirvió en el teatro del Pacífico.

## Oficina de arquitectura
Dado de alta de la Marina de guerra en 1945, Jones volvió a Los Ángeles y abrió una oficina de arquitectura en uno de los dos edificios de la casa en Laurel Canyon que había construido con su exesposa. En su primer día en el negocio Jones había conseguido su primer cliente.
En los años de después de la guerra volvió a asociarse con Paul R. Williams en varios proyectos en el área de Palm Springs. Estos incluyen el Club de Tenis de Palm Springs (1947), el Restaurante Town & Country (1948), y el Restaurante Romanoff On the Rocks (1950). Jones también participó en el Programa de John Entenza Case Study Houses.
En diciembre de 1950 el número de la revista de Architectural Forum le designó "Arquitecto del Año". El mismo año también fue galardonado como mejor constructor el innovador magnate de la construcción de Palo Alto, Joseph Eichler. Eichler, a continuación, invitó a Jones a ir a Palo Alto donde le sugirió a Jones que el Constructor del Año debía unir fuerzas con el Arquitecto del Año. Esta relación continuó hasta la muerte de Eichler en 1974.
Fue a través de esta relación que Jones tuvo libertad para aplicar sus conceptos de incorporación de áreas de parque, como áreas comunes, en la evolución de la disposición de las viviendas en el territorio. Suyas fueron algunas de las primeras zonas verdes incorporadas a viviendas destinadas a propietarios de rentas moderadas en los Estados Unidos. En 1960, Jones fue contratado por William Pereira como socio de planificación en el desarrollo de la ciudad de Irvine, California, que se ha convertido en un modelo para la integración de zonas verdes en el desarrollo urbano.
La relación con Eichler le lleva a formar una sociedad con su conocido de antes de la guerra, el arquitecto Frederick Emmons. La asociación de Jones y Emmons duró desde 1951 hasta la jubilación de Emmons en 1969. Sus diseños se reflejan en unas 5.000 casas construidas por Eichler. Jones y Emmons fueron premiados por la AIA como Firma del Año en 1969.

## Enseñanza e influencia
Jones fue también profesor y más tarde decano de arquitectura de la Escuela de Arquitectura en la Universidad del Sur de California desde 1951 hasta 1967. En la década de los 60 Jones diseñó un gran número de edificios de campus de universidad y grandes edificios de oficinas, incluyendo la Sede Aeroespacial de IBM de 1963, en Westchester, California. Varios campus de la Universidad de California cuentan con importantes ejemplos de Jones. En 1966 Jones diseña "Sunnylands," con 200 hectáreas (2.6 km²) de terreno y 3.000 m² de casa para Walter Annenberg en Rancho Mirage, California.
Jones elevó el estándar de casa unifamiliar en California, desde la simple caja de estuco a una estructura lógicamente diseñada, integrada en el paisaje y rodeada de zonas verdes. Presentó los nuevos materiales, así como una nueva forma de vida dentro del entorno construido y popularizó un estilo informal, al aire libre orientado a la planta abierta. Más que abstracciones de casas rurales de rancho, la mayoría de los diseños de Jones y Emmons incorporan un utilizable atrio, techos altos, estructuras ligeras de construcción y paredes de vidrio. Para las familias de renta moderada de la posguerra, su trabajo cerró la brecha entre las necesidades del usuario y el promotor de viviendas construidas.
Jones a menudo utilizó unidades prefabricadas para proporcionar asequible y refinada arquitectura. Sus edificios más grandes han introducido innovaciones para la integración de sistemas mecánicos, mejorando su eficiencia y la maximización para recuperar espacio. Su estilo estético, sus detalles precisos y el emplazamiento de sus edificios los ha convertido en ejemplos representativos por excelencia la arquitectura moderna americana de mediados de siglo.

## Reconocimiento
En 2013, el Museo Hammer le dedicó una exposición titulada "A. Quincy Jones: Edificios para Vivir Mejor," corrigiendo lo que hasta ese momento se había considerado una grave omisión en la historia del Movimiento Moderno de Los Ángeles.

## Edificios significativos
- 1938 Jones House and Studio, 8661 Nash, West Hollywood, Los Ángeles, California
- 1947 Palm Springs Tennis Club Addition, with Paul R. Williams. Palm Springs, California
- 1948
  - Pueblo Gardens housing development, for developer Del Webb, Tucson, Arizona
  - The Center, a.k.a. Town & Country Restaurant, with Paul R. Williams. 300 South Palm Canyon Drive, Palm Springs, California. (altered)[2]
  - Romanoff's on the Rocks, Palm Springs, California  (altered)
  - Nordlinger House, 11492 Thurston Circle, Bel Air, Los Ángeles, California
- 1950
  - Brody House, 360 South Mapleton Drive, Holmby Hills, Los Ángeles, California
  - Mutual Housing Association Development (Crestwood Hills), with Smith and Contini. Los Ángeles, California
  - Hvistendahl House, San Diego
  - Andrew Fuller House, Charron Lane, Fort Worth, Texas
  - The Barn (Los Ángeles) Los Ángeles, California
- 1951 Campbell Hall School, 4717 Laurel Canyon, North Hollywood, California
- 1952 House, Bienveneda and Marquette Streets, Pacific Palisades, California
- 1953 House, 503 N Oakhurst Drive, Beverly Hills, California (demolida por un nuevo propietario en 1995.)
- 1954
  - Emmons House, 661 Brooktree, Pacific Palisades, California
  - U.S. Gypsum Research Village House, Barrington, Illinois
- 1955 Jones House, 1223 Tigertail Road, Los Ángeles (destroyed by fire)
- 1956 Eichler Steel House X-100, San Mateo, California
- 1957 Lido Sands Development, [Newport Beach, California] (82 houses)
- 1959
  - Biological Sciences Building, University of California, Santa Barbara
  - Trousdale Estates home, Beverly Hills, California[3]
  - Matt and Lyda Kahn house,[4] Stanford, California
- 1960 Faculty Center, University of Southern California Los Ángeles, California
- 1961 Case Study House No. 24, Chatsworth, California (unbuilt)
- 1963 Shorecliff Tower Apartments, 535 Ocean Avenue, Santa Monica, California
- 1964
  - Joseph Eichler Housing Development, Granada Hills, California
  - University Research Library, unit I, University of California, Los Ángeles, California
  - Laguna Eichler Apartments, 66 Cleary Court, San Francisco, California
  - Joseph Eichler Housing Development, Thousand Oaks, California
  - Long Beach Naval Station Family Housing, Long Beach, California
  - California State College, Dominguez Hills campus master plan, Carson, California
- 1965 University of California, Irvine (partnership with William Pereira)
- 1966
  - Walter Annenberg Estate "Sunnylands", Rancho Mirage, California
  - Carillon Tower, University of California, Riverside, California
  - Edward Chiles Residence, Shady Oaks Lane, Fort Worth, Texas
  - Faircourt Housing Subdivision, Palo Alto, California[5]
- 1967 Chemistry Building, University of California, Riverside, California
- 1971 Research Library, unit II, University of California, Los Ángeles, California
- 1975 Mandeville Center for the Arts, University of California, La Jolla, San Diego, California
- 1976 USC Annenberg School for Communication and Journalism, unit I, University of Southern California, Los Ángeles California
- 1979 USC Annenberg School for Communication and Journalism, unit II, University of Southern California, Los Ángeles California.

## Otras lecturas
- Adamson, Paul; Arbunich, Marty (2002). Eichler: Modernism Rebuilds the American Dream. Gibbs Smith. ISBN 978-1586851842.
- A. Quincy Jones. Phaidon Press. 2007. ISBN 978-0714848433.

- Datos: Q4648275